# Грудень 2010
Гру́день — дванадцятий місяць 2010 року, що почався у вівторок 1 грудня та закінчився у п'ятницю 31 грудня.
- 2 грудня
  - Астробіологи НАСА вперше на Землі відкрили бактерію, в усіх органічних молекулах якої місце фосфору займає арсен.
  - У штаб-квартирі ФІФА в Цюриху оголошено країн-господарів ЧС-2018 та ЧС-2022: ними стали Росія (2018) та Катар (2022).[1]
  - Верховною Радою України прийнято податковий кодекс із поправками президента (які були оголошені ним як вето) проти прийняття якого відбувалися масові протести по всій Україні.
- 3 грудня
  - На півночі Ізраїлю неподалік від Хайфи вирує лісова пожежа. Понад 13 тисяч людей евакуйовано і близько 40 загинули.
- 5 грудня
  - В Шарм-Ель-Шейху ставлся черговий напад акули на туристів. В результаті нападу загинула туристка з Німеччини.
- 7 грудня
  - В Лондоні заарештовано Джуліана Ассанжа — засновника сайту WikiLeaks.
- 9 грудня
  - В Лондоні відбулася друга хвиля студентських протестів, які спричинили плани британського уряду втричі підвищити вартість навчання у вишах. Внаслідок сутичок в урядовому кварталі Лондона постраждали 43 демонстранти і 12 поліцейських. Понад 40 осіб було заарештовано.[2]
- 10 грудня
  - ** 80 % празьких лікарів подали у відставку, таким чином вимагаючи збільшення заробітної платні.[3]
- 11 грудня
  - У відповідь на смерть Єгора Свиридова (фаната «Спартака», вбитого в Москві 6 грудня людьми, родом з Північного Кавказу) на Манежній площі (Москва) футбольні фанати вчинили побиття вихідців з Північного Кавказу. В ситуацію втрутилася міліція та ОМОН. Після бійки було затримано близько 60 учасників безладів, з травмами госпіталізовано 19 осіб.[4][5]
- 13 грудня
  - У Греції розпочався тиждень страйків проти запланованої урядом жорсткої економії. Першими акції протесту провели грецькі транспортники[6]
  - У Вашинґтоні помер Річард Голбрук (69 років), американський дипломат, спецпредставник США в Афганістані й Пакистані.[7][8]
- 14 грудня
  - У Білорусі почалося дострокове голосування щодо вибору президента країни[9]
- 15 грудня
  - Німецькі вчені заявляють, що їм вдалося повністю вилікувати ВІЛ-інфікованого пацієнта.[10]
  - В Нальчику двоє невідомих розстріляли голову Духовного управління мусульман (ДУМ) Кабардино-Балкарії Анаса Пшихачева.[11]
  - Рада Безпеки ООН скасувала санкції проти Іраку, зокрема, знято обмеження на постачання озброєнь.[12]
  - У Греції страйк проти економічної політики уряду переріс у заворушення. Зокрема протестувальники побили колишнього міністра з розвитку Костіса Хадзітакі. Правоохоронці намагалися приборкати натовп сльозогінним газом, проте це не допомогло.[13]
  - У Москві відбулися нові зіткнення між націоналістами та кавказцями, цього разу біля будівлі Київського вокзалу. Правоохоронці затримали більше 700 людей.[14]
- 16 грудня
  - Регіонали влаштували масову бійку у Верховній Раді України, двоє бютівців у важкому стані.[15]
- 17 грудня
  - ЄС надав Чорногорії офіційний статус кандидата на вступ до спільноти.[16]
- 19 грудня
  - У Білорусі відбулися президентські вибори.[17] У центрі Мінська пройшла масова акція протетсу проти фальсифікації виборів, зібралося понад 20 тис. осіб. П'ятьох кандидатів у президенти затримано, з них двох було побито.[18]

- 21 грудня

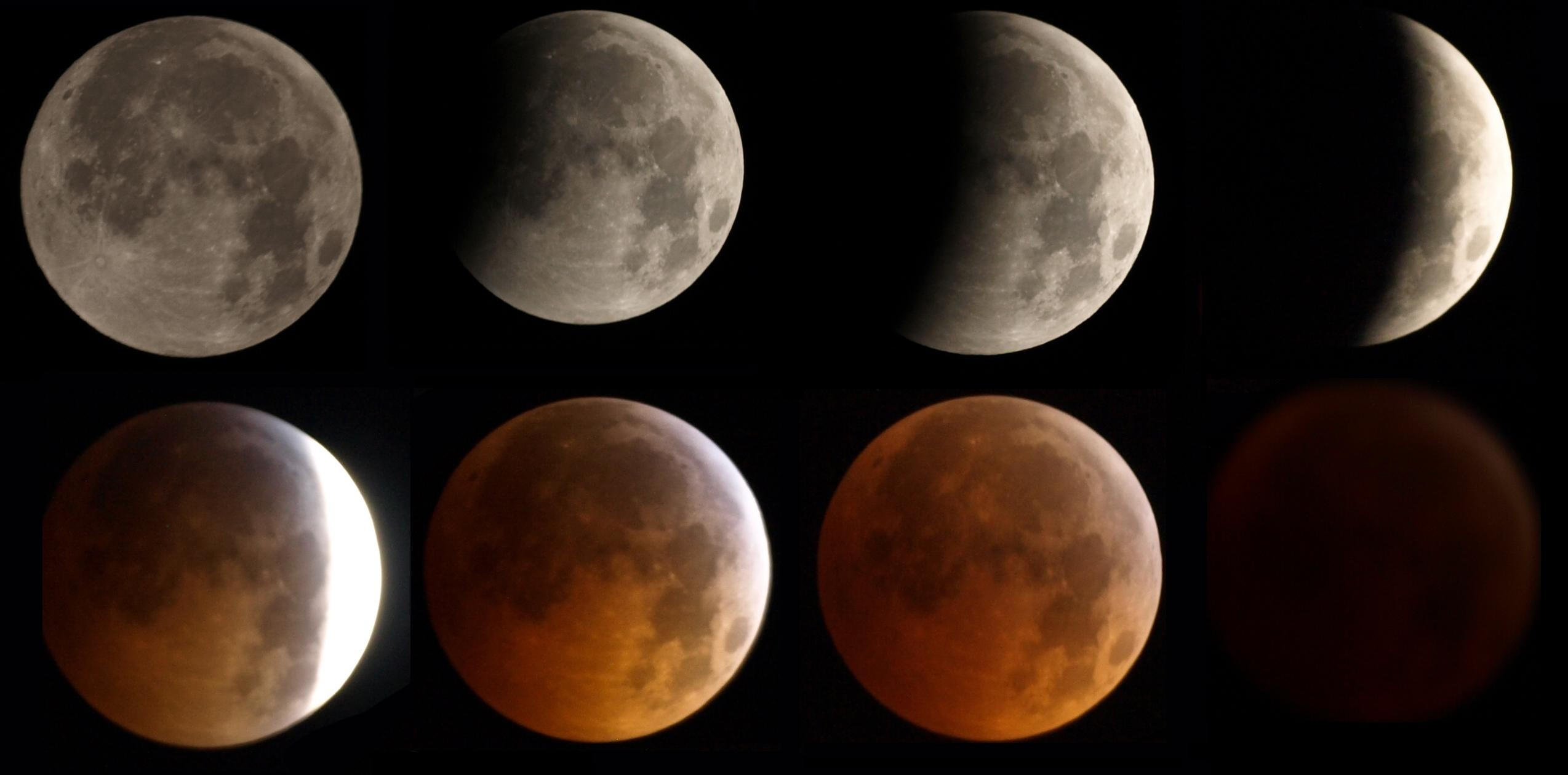
Динаміка затемнення в Торонто (Канада)

  - Відбулося повне місячне затемнення, що можна було спостерігати на території України.[19]
  - Пішов у відставку прем'єр-міністр Чорногорії Міло Джуканович, що займав цю посаду майже 20 років.[20][21]
  - У Таїланді скасовано надзвичайний стан, введений у квітні 2010.[22]
  - На півдні Японії стався землетрус магнітудою 7,4 бали, інформації про жертв немає.[23]
- 22 грудня
  - В Італії відбулися студентські протести проти законопроєкту, за яким буде скасовано безкоштовну вищу освіту.[24]
- 23 грудня
  - У римських посольствах Швейцарії та Чилі пролунали вибухи. Відповідальність за них узяло італійське анархістське угруповання FAI.[25]
- 24 грудня
  - Проведено обшук в Бібліотеці української літератури в Москві, вилучено жорсткі диски та читацькі квитки. Бібліотеку опечатано і закрито.[26]
  - На центральному вокзалі Буенос-Айреса сталися сутички між пасажирами та поліцейськими, спричинені неприбуттям потяга. Останнє стало наслідком страйку залізничників.[27]
- 27 грудня
  - Троє людей загинули від вибуху автомобільної бомби біля банку у Кандагарі[28]
  - Прем'єр-міністр Ізраїлю Беньямін Натаньяху відмовив у вимозі Туреччини попросити вибачення за вбивства Ізраїлем трьох її громадян під час травневого захоплення судна біля берегів Гази.[29]
  - У Росії почали зачитувати вирок Михайлу Ходорковському.[30]
  - В Ізраїлі знайшли зуби людини віком приблизно 400 тисяч років. Ця знахідка може перевернути уявлення про історію людства[31]
- 28 грудня
  - Президент Білорусі Олександр Лукашенко призначив нового прем'єр-міністра країни — Михайла М'ясниковича.[32]
  - США офіційно попросили пробачення перед Перу за публікації на WikiLeaks, в яких заступник держсекретаря США з Латинської Америки Артуро Валенсуела охарактеризував Президента Перу Алана Ґарсію як «зарозумілого й пихатого всезнайку».[33]
  - В Запоріжжі невідомі відрізали голову від пам'ятника Йосипу Сталіну. Відповідальність за це взяла на себе ВО «Тризуб»[34][35]
- 29 грудня
  - У Північній Ірландії внаслідок різкого перепаду температур потріскали водопровідні труби, через що майже 40 тис. людей залишилися без води і каналізації.[36]

- 31 грудня

Місце, де стояв пам'ятник Сталіну після вибуху

  - У Запоріжжі, за пів години до Нового року невідомі підірвали пам'ятник Сталіну.[37]
  - У Греції вибухнула бомба в закритому нічному клубі. Поранених нема.[38]